# Cecylia Bitter
Cecylia Bitter z d. Hirschfeld, też jako: Cecilia Bitter-Federman (ur. 31 lipca 1912 w Przemyślu, zm. 1 kwietnia 2005 w Nowym Jorku) – polska ekonomistka i technolog żywienia.

## Życiorys
Urodziła się w Przemyslu. Jej przyjaciółką  z młodości była Mina Sokal. Cecylia pochodziła z rodziny wielodzietnej. W 1933 ukończyła szkołę zawodową dla dziewcząt w Krakowie i podjęła pracę w zawodzie nauczycielki. 
Po wybuchu wojny dotarła do Lwowa, gdzie wyszła za mąż za Marka Bittera, z którym miała syna Jerzego. W styczniu 1942 znalazła się w warszawskim getcie, skąd udało się jej wydostać wraz z synem w lipcu tego roku. Dzięki pomocy nauczycielek szkolnych, w tym Zofii Czerny ukrywała się po stronie aryjskiej, posługując się nazwiskiem Miedzińska. Po powstaniu warszawskim wraz z synem dotarła do Wieliczki, tam też spotkała męża.
Po zamieszkaniu w Warszawie, dzięki wyznawanym wraz z mężem komunistycznym poglądom miała możliwość wyjazdu do Moskwy i kształcenia w zakresie organizacji żywienia zbiorowego. Doświadczenia z pobytu w ZSRR stały się podstawą opracowania projektu upowszechniania w Polsce stołówek pracowniczych. Pracowała początkowo w Instytucie Handlu Wewnętrznego. W 1963 należała do współorganizatorów Instytutu Żywności i Żywienia. W 1968 opuściła Polskę i wyjechała do Stanów Zjednoczonych. 
Po śmierci Marka Bittera wyszła za mąż po raz drugi za Simona Federmana (1897-1986). Zmarła 1 kwietnia 2005 w Nowym Jorku, została pochowana na cmentarzu w Plainview.
Jej synem był Jerzy Bitter. Wraz z nim napisała książkę dotyczącą losów okupacyjnych.

## Publikacje
- 1949: Żywienie w czasie ciąży
- 1952: Organizacja żywienia pracowników w zakładach produkcyjnych
- 1963: Nowe typy zakładów gastronomicznych : z zagadnień lokalizacji, typizacji i projektowania
- 1964: Wybrane zagadnienia ekonomiczne z gastronomii